# Irina VII
Irina VII (ex-Sonas) est un yacht de course, gréé en cotre bermudien  construit à Fairlie en 1934 sur le chantier naval écossais William Fife & Son sur un dessin de l'architecte naval Alfred Mylne. 
Il porte le numéro 811 sur sa grand-voile. Son port d'attache actuel est Sète.
Comme beaucoup d'autres yachts de plan Fife, navigue surtout en Méditerranée où il participe aux régates estivales et navigue en voilier-charter.

## Histoire
Le Sonas fut dessiné par  Alfred Mylne (en) (plan n°366) et construit au chantier naval de Fairlie en Écosse de William Fife & Son (plan chantier n°811). Il fut lancé en 1935 pour le major J.G. Allan d'Helensburgh.
En 1947, son propriétaire James C. Guthrie en fait réduire la voilure à 92 m² pour le gréer le sloop bermudien. En 1952, le Sonas est revendu au norvégien George Von Erpecom du Yacht-Club de Bergen qui le rebaptise Irina VII. Il change de nouveau de propriétaire en 1960, puis 1965 où il rejoint L'Angleterre pour servir de yacht-école au Island Cruising Club. En 1966 il participe à la "Tall Ship Race" de Falmouth à Copenhague.
En 1985, le voilier est acheté en Angleterre et subit quelques travaux d'entretien. En 2002, il est racheté en France  pour être rénové au chantier naval Amebois à Toulouse. Sa restauration lui redonne son gréement d'origine de cotre marconi.
Depuis 2003, Irina VII navigue en Méditerranée et participe aux régates classiques.

## Caractéristiques techniques
Cotre bermudien à structure de coque, pont et mât en bois. Le mât comporte 1 grand-voile bermudienne portant le numéro 811, 1 foc, 1 trinquette et 1 spinnaker au portant.
Irina VII peut accueillir jusqu'à 6 passagers (3 cabines) en croisière.L'équipage passe à 10 lors des régates.